# Sepp Oerter
Josef „Sepp“ Oerter (* 24. September 1870 in Straubing; † 14. Dezember 1928 in Braunschweig) war ein deutscher Politiker. Oerter war zunächst Mitglied verschiedener anarchistischer und später sozialistischer Gruppierungen und Parteien, so der USPD und der SPD und nach seiner Abwendung von der Linken der NSDAP.

## Leben

### Frühe Jahre
Nach dem Besuch einer Realschule absolvierte der Sohn eines Feldwebels eine Buchbinder-Lehre. 1887 schloss er sich der Sozialdemokratie an, verließ diese aber 1890 bereits wieder, nachdem eine linksradikale Jugendgruppierung, die Oerter unterstützt hatte, aus der Partei ausgeschlossen worden war. Daraufhin wandte er sich dem Anarchismus zu.

### Jahrhundertwende
Anfang der 1890er Jahre arbeitete Oerter in Duisburg. Zusammen mit seinem Bruder Fritz (* 1869 in Straubing, † 1935 in Fürth) schmuggelte er anarchistisches Agitationsmaterial von den Niederlanden nach Deutschland. Aufgrund zunehmenden Verfolgungsdrucks durch die Polizei flüchtete Oerter, wie viele andere seiner Genossen in jener Zeit, 1892 in die USA, wo er weitere bekannte Anarchisten kennenlernte, wie z. B. Peukert, Masuhr und Timmermann. Oerter wurde von den Behörden verdächtigt, im gleichen Jahr an einem Attentat von Alexander Berkman auf Henry Clay Frick, den Direktor des Carnegie-Stahlwerkes in Pittsburg, beteiligt gewesen zu sein. Ausgestattet von Emma Goldmann mit finanziellen Mitteln, kehrte er nach kurzer Zeit wieder nach Deutschland zurück.
Im Dezember 1892 wurden beide Brüder in Mainz wegen „aufrührerischer Reden“ verhaftet. Die Anklage lautete auf „Aufruf zu Sprengstoffattentaten“. Sepp Oerter wurde am 25. Oktober 1893 zu acht Jahren Zuchthaus, sein Bruder Fritz zu einem Jahr Gefängnis verurteilt.

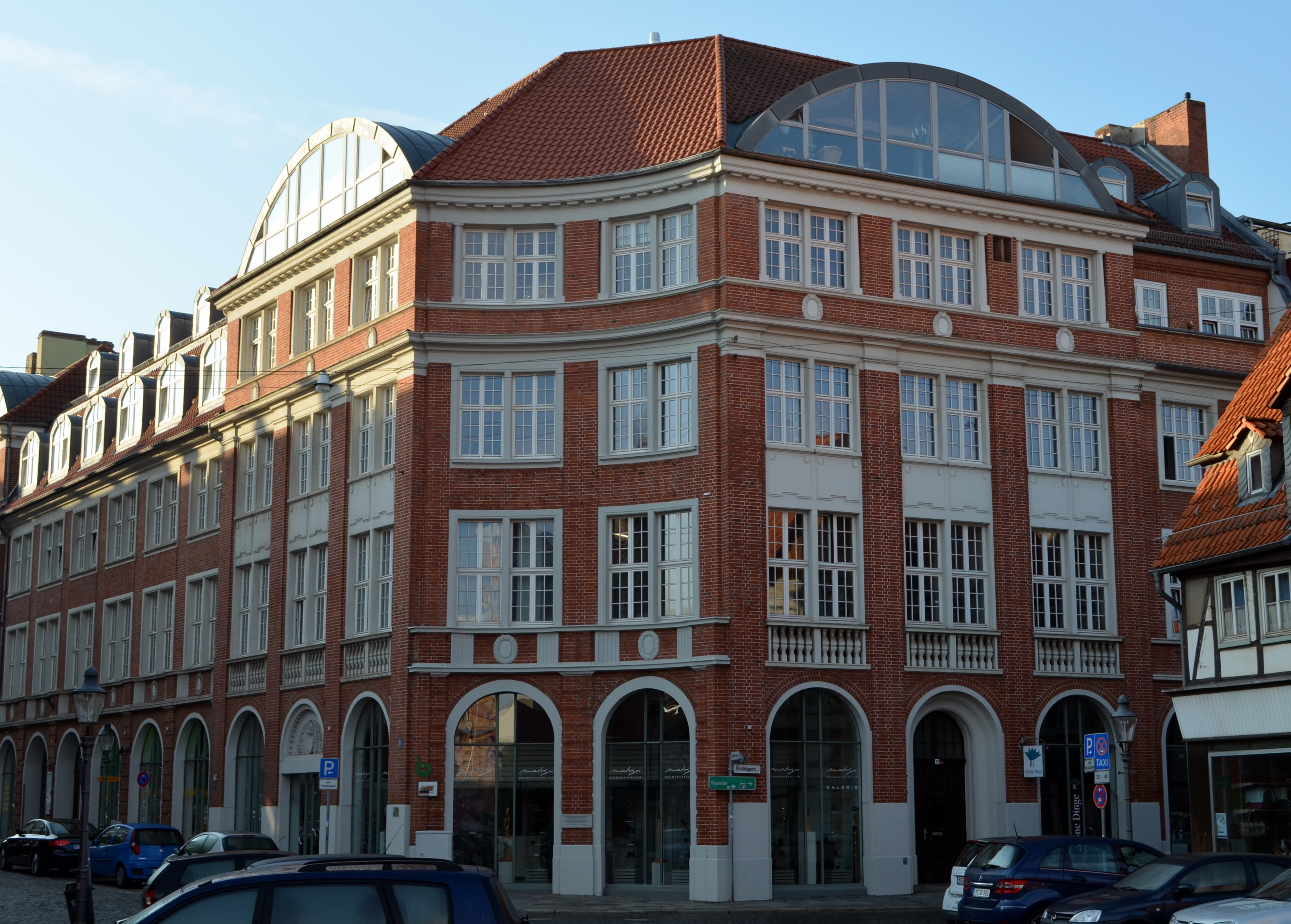
Das Volksfreund-Haus der SPD in Braunschweig, 2011

Nach verbüßter Haftstrafe war er weiterhin in anarchistischen Bewegungen aktiv. Er trat als Redner im In- und Ausland auf. 1906 wurde er Chefredakteur der anarchistischen Zeitschrift Der freie Arbeiter. Er war außerdem Vorstandsmitglied der Anarchistischen Föderation Deutschland. 1907 nahm er am Gründungskongress der Anarchistischen Internationale in Amsterdam teil. In der Zeit zwischen seiner Entlassung (um 1902) und 1908 verfasste er eine Autobiographie.
1908 verlor er seine Ämter, als bekannt wurde, dass er während seiner Tätigkeit beim Freien Arbeiter Geld unterschlagen hatte. Danach schrieb er für verschiedene bürgerliche Zeitungen. 1913 trat er der SPD bei und arbeitete für deren Parteizeitung Vorwärts. Zu Beginn des Ersten Weltkrieges wurde er Beiratsmitglied der „Jugendbildungsvereine“ Groß-Berlins.
1916 kam er schließlich nach Braunschweig, um bei der SPD-Zeitung Volksfreund als Chefredakteur zu arbeiten.

### Politiker in Braunschweig
Als sich die SPD 1917 spaltete, wurde Oerter in die Führungsspitze der USPD gewählt. Nachdem er kurzzeitig im Sommer 1918 für die Leipziger Volkszeitung tätig gewesen war, kehrte er am Abend des 8. November 1918 nach Braunschweig zurück – zunächst zu spät für die Durchsetzung seiner politischen Ziele, denn am selben Tag, nur einige Stunden früher, war es seinem „Konkurrenten“ August Merges gelungen, die Abdankung des letzten braunschweigischen Welfen-Herzogs Ernst-August zu erzwingen.
Während der mehrere Monate andauernden Phase des Schwankens zwischen Räterepublik und Parlamentarismus gelang es Oerter nach dem großen Wahlsieg der USPD im Jahre 1920, die Regierungsbeteiligung für seine Partei zu erringen. Wegen seiner aggressiven Rhetorik und seines taktischen Geschicks war er stets zahlreichen Anfeindungen von allen Seiten ausgesetzt, galt aber dennoch als einer der wichtigsten Politiker im Braunschweig jener Zeit.
Während der Zeit der Novemberrevolution in Braunschweig war Oerter als Vorsitzender der Arbeiter- und Soldatenräte zunächst vom 10. November 1918 bis zum 17. April 1919 Minister für Inneres und Finanzen unter August Merges (USPD). In der zweiten Landesregierung war Oerter schließlich ab dem 22. Juni 1920 Ministerpräsident des Landes Braunschweig. Es gelang ihm in dieser Zeit jedoch nur unzureichend, das politische Reformprogramm, das er vorgegeben hatte, umzusetzen.
Heinrich Jasper (SPD), späterer Ministerpräsident des Freistaates Braunschweig, charakterisierte Oerters Räterepublik einmal als „Diktatur einer undemokratischen Minderheit“.
Bei den parteiinternen Auseinandersetzungen innerhalb der USPD im Jahre 1920 zu den Fragen des Beitritts zur Kommunistischen Internationale und zum Zusammenschluss mit der KPD positionierte Oerter sich in der Braunschweiger Bezirksorganisation gemeinsam mit Rudolf Löhr auf der Seite des rechten Parteiflügels um Arthur Crispien und stand den örtlichen Komintern-Anhängern um Carl Eckardt ablehnend gegenüber. Oerter vertrat hierbei die Meinung, dass die Prinzipien von USPD und Komintern miteinander unvereinbar seien, und plädierte aus taktischen Gründen für eine Zusammenarbeit mit der sozialdemokratischen zweiten Internationale.

### Ausschluss aus der USPD und Eintritt in die NSDAP
Aufgrund von Vorwürfen der Korruption bzw. der Vorteilsannahme im Amt musste Oerter das Ministerpräsidentenamt aber am 24. November 1921 niederlegen, woraufhin sein Parteifreund Otto Grotewohl die Führungsrolle in der USPD übernahm. Im Frühjahr 1922 wurde Oerter wegen dieser Vorwürfe aus der USPD ausgeschlossen. Einer mehrmonatigen Gefängnisstrafe wegen Bestechlichkeit entging er lediglich wegen einer Amnestie. Nach seinem Parteiausschluss schwenkte Oerter politisch auf die völkische Linie ein und wurde schließlich im Januar 1924 Mitglied der NSDAP, die auf diese Weise erstmals im Braunschweigischen Landtag vertreten war. Nach 1925 zog Oerter sich aus der Politik zurück. Er starb 1928 an einem Herzinfarkt.

## Zitate über Oerter
- Im November 1893, während seines Strafprozesses, beschrieb das Zentralorgan der deutschen Sozialdemokratie, die Zeitung Vorwärts, Oerter mit den Worten „Halbverrückter“ und „geistig behinderter Mensch“.
- Hermann Schroff (Zeitzeuge der Novemberrevolution): „Geistig ist Oerter seinem Gesinnungskollegen Merges unzweifelhaft überlegen. Merges wußte nie recht, was er wollte, Oerter dagegen ging strikte und rücksichtslos auf sein Ziel los; er wußte was zu erreichen mit Hilfe seiner chamäloeonartigen Anpassungsfähigkeit und seiner Eloquenz, womit er allen Einwänden der Zauderer zu begegnen verstand.“[2]
- Rudolf Rocker, ein deutscher Anarchosyndikalist, schrieb in seinen Erinnerungen Aus den Memoiren eines deutschen Anarchisten (Frankfurt am Main, 1974): „Er [Sepp Oerter] verbüßte seine Strafe bis zum letzten Tage und beteiligte sich nach seiner Entlassung einige Jahre in unserer Bewegung als Redakteur des Freien Arbeiter in Berlin. Später machte er allerhand Wandlungen durch …“

## Nachruf
Im Jahre 1929 verfasste Erich Mühsam in der von ihm herausgegebenen Zeitschrift Fanal den Nachruf Ruhmloses Ende zum Tode Oerters.

## Kritische Neubewertung der Lebensleistung
Im Rahmen der Debatte um eine Würdigung des politischen Lebenswerkes der Braunschweiger Politikerin Minna Faßhauer stellte die SPD-Fraktion im Braunschweiger Stadtrat im August 2013 den Antrag, in diesem Zusammenhang gleichfalls die Lebensläufe anderer Braunschweiger Politiker aus der Zeit der Novemberrevolution in Braunschweig, der Weimarer Republik bis hin zur Zeit des Nationalsozialismus in der Stadt einer kritischen Neubewertung zu unterziehen. Dieser Vorschlag wurde von der CDU-Ratsfraktion unterstützt. Die Personen, deren Lebensleistung demnach neu bewertet werden soll, sind unter anderen: Otto Grotewohl (erster Ministerpräsident der DDR), Carl Heimbs (DVP, mit verantwortlich für die Einbürgerung Adolf Hitlers), Werner Küchenthal, August Merges (USPD, erster Präsident der Sozialistischen Republik Braunschweig), Sepp Oerter (Anarchist, USPD, Ministerpräsident des Landes Braunschweig, später NSDAP) und Ernst August Roloff (DNVP, Gründer der BEL).

## Autobiographie und Veröffentlichungen
- Acht Jahre Zuchthaus. Lebenserinnerungen. Verlag der Tribüne, Berlin 1908, OCLC 15346812.
- Ich – Sepp Oerter – klage an die Zentralleitung der U.S.P.D. in Berlin, die Parteiinstanzen der U.S.P.D. in Braunschweig, die Landtagsfraktion der U.S.P.D. in Braunschweig, den Minister Grotewohl in Braunschweig des infamsten politischen Meuchelmordes. Selbstverlag, Braunschweig 1922, OCLC 72178016.
- Politischer Guckkasten für das deutsche Volk: Bilder aus dem innerpolitischen Leben eines deutschen Gliedstaates. Hüpke & Sohn, Holzminden 1923, OCLC 80371896.
- Das Bekenntnis eines Bekehrten. In: Aufklärungs-Blätter. Nr. 147. Deutsche Erneuerungs-Gemeinde, Leipzig 1924, OCLC 73000591.

### Literarische Verarbeitung
- Ehm Welk: Im Morgennebel. Verlag Volk und Welt, Berlin 1953. (Im Roman des Zeitzeugen Welk wird die Novemberrevolution in Braunschweig und die Zeit bis zur Niederschlagung der „Sozialistischen Republik Braunschweig“ dargestellt. Der Roman basiert auf Welks eigenen Erlebnissen sowie auf historischen Recherchen seiner Ehefrau. Sepp Oerter und andere historische Personen sind namentlich leicht verfremdet dargestellt [Sepp Modler].) OCLC 250545011.